# Луций Елий Стилон Преконин
Луций Елий Стилон Преконин (на латински: Lucius Aelius Stilo Praeconinus; * 154 пр.н.е.; † 74 пр.н.е.) от Ланувиум е първият филолог на Римската република. Произлиза от престижна фамилия и принадлежи към конническото съсловие.
Наричан е Stilo (от латинското stilus „молив“), понеже пишел речи за други. Името си Praeconinus наследил от професията на баща си (praeco, „глашатай, обществен херолд“).
Стилон е учител и се занимава с литература. Неговите ученици са Марк Теренций Варон и Марк Тулий Цицерон.
Неговите приятели са историкa Луций Целий Антипатър и поетa - сатирк Гай Луцилий, които му посвещават произведенията си.
Стилон е привърженик на Стоическата школа.
Той писал комментари към химните на Салиите (Carmen Saliare), вероятно и към Законите на дванадесетте таблици.